# Jo (Vorname)
Jo ist ein männlicher und weiblicher Vorname.

## Herkunft und Verbreitung
Als Vorname tritt Jo insbesondere als Kurzform von Namen auf, die mit Jo- beginnen.
Beispielsweise in den Niederlanden und in Norwegen (männlich) sowie in den USA (weiblich) ist Jo ein relativ häufig vergebener eigenständiger Vorname.
Als Stammformen kommen in Frage (männlich/weiblich, hier vornehmlich die deutschen Varianten):
- Joachim
- Johannes/Johanna – hier auch Jo-Ann als Schreibform
- Josef/Josefa
- Joel

Auch eine analoge Form zur Gestalt der griechischen Mythologie, der Mörgenröte Io ist möglich.
Eine weitere Form ist die Verdoppelung zu Jo-Jo – zu unterscheiden ist hier aber der Akan-Vorname für am Montag geborene Männer, der nichts mit diesem Namen zu tun hat.

## Namensträger

### Männlicher Vorname
- Jo Akepsimas (* 1940), griechisch-französischer Chansonnier und Komponist
- Jo Ambros (* 1973), deutscher Jazz-Gitarrist
- Jo Baier (* 1949), deutscher Filmregisseur und Drehbuchautor
- Jo Benkow (1924–2013), norwegischer Politiker
- Jo van den Berg (* 1953), belgischer Fotograf und Regisseur
- Jo Beyer (* 1991), deutscher Jazz-Schlagzeuger
- Jo Bolling (* 1941), deutscher Schauspieler
- Jo Bonner (* 1959), US-amerikanischer Politiker
- Jo Brauner (* 1937), deutscher Nachrichtensprecher und Fernsehmoderator
- Jo Brenneis (1910–1994), deutscher Maler
- Jo Cals (1914–1971), niederländischer Politiker
- Jo Coenen (* 1949), niederländischer Architekt, Städteplaner und Hochschullehrer
- Jo Conrad (* 1958), deutscher Komponist und Autor
- Jo Eisinger (1909–1991), US-amerikanischer Drehbuchautor
- Jo Enzweiler (* 1934), deutscher Bildender Künstler und Kunstpädagoge
- Jo Fabian (* 1960), deutscher Künstler
- Jo Gartner (1954–1986), österreichischer Automobilrennfahrer
- Jo Groebel (* 1950), deutscher Medienpsychologe
- Jo Herbst (1928–1980), deutscher Schauspieler und Kabarettist
- Jo Hiller (* 1974), deutscher Moderator, Reporter und Synchronsprecher
- Jo Jena (* 1979), deutscher Gitarrist und Komponist
- Jo Jones (1911–1985), US-amerikanischer Jazzschlagzeuger
- Jo Leinen (* 1948), deutscher Politiker
- Jo Lendle (* 1968), deutscher Autor
- Jo Ment (1923–2002), deutscher Bandleader, Komponist und Musiker
- Jo Nesbø (* 1960), norwegischer Musiker und Autor
- Jo Niemeyer (* 1946), deutscher Grafiker, Designer und Maler
- Jo Reichertz (* 1949), deutscher Soziologe und Kommunikationswissenschaftler
- Jo de Roo (* 1937), niederländischer Radrennfahrer
- Jo Hanns Rösler (1899–1966), deutscher Schriftsteller
- Jo Schöpfer (* 1951), deutscher Bildhauer
- Jo Schulz (1920–2007), deutscher Schriftsteller, Bühnenautor und Kabarettist
- Jo Strahn (1904–1997), deutscher Maler
- Jo Swerling (1893–1964), US-amerikanischer Drehbuchautor
- Jo Thönes (* 1958), deutscher Perkussionist, Jazzschlagzeuger und Komponist
- Jo Vonlanthen (* 1942), Schweizer Automobilrennfahrer
- Jo Vossenkuhl (* 19**), deutscher Schauspieler, Sprecher und Regisseur
- Jo Weil (* 1977), deutscher Schauspieler und Synchronsprecher
- Jo Winter (1944–2006), deutscher Pfarrer, Lyriker und DDR-Oppositioneller

### Weiblicher Vorname
- Jo Baer (1929–2025), US-amerikanische Malerin und Grafikerin
- Jo Clayton (1939–1998), US-amerikanische Schriftstellerin
- Jo Durie (* 1960), englische Tennisspielerin
- Jo Ann Kelly (1944–1990), britische Blues-Sängerin und Gitarristin
- Jo Dee Messina (* 1970), US-amerikanische Country-Sängerin und Songschreiberin
- Jo Micovich (1926–2008), deutsche Schriftstellerin und Puppenspielerin
- Jo Mihaly (1902–1989), deutsche Tänzerin, Schauspielerin, Dichterin und Autorin
- Jo Morrow (* 1939), US-amerikanische Schauspielerin
- Jo Marie Payton (* 1950), US-amerikanische Schauspielerin
- Jo Stafford (1917–2008), US-amerikanische Pop- und Jazz-Sängerin
- Jo Van Fleet (1914–1996), US-amerikanische Schauspielerin

im Zweitnamen (nach Vorname):
- Amy Jo Johnson (* 1970), US-amerikanische Schauspielerin und Musikerin
- Billie Jo Spears (1937–2011), US-amerikanische Country-Sängerin
- Marie Jo Lafontaine (* 1950), belgische Fotografin und Videokünstlerin
- Toni Jo Henry (1916–1942), US-amerikanische Mörderin
- Wendie Jo Sperber (1958–2005), US-amerikanische Schauspielerin

### Künstlername (Jo und Jojo)
- Jô, João Alves de Assis Silva (* 1987), brasilianischer Fußballspieler
- Jo. Franzke, eigentlich Joachim Franzke (* 1941), deutscher Architekt
- Jo. Harbort, eigentlich Joachim Harbort (* 1951), deutscher Bildender Künstler
- Jo Miard, geb. Karl-Heinz Müller (1929–1982), deutscher Bildhauer
- Jo van Nelsen (* 1968), deutscher Schauspieler, Chansonsänger und Regisseur
- Jo Pestum, eigentlich Johannes Stumpe (* 1936), deutscher Schriftsteller
- Jo Vargas, eigentlich Joëlle Audoin-Rouzeau (* 1957), französische Malerin
- Jojo, eigentlich Joanna Noëlle Levesque (* 1990), amerikanische Pop- und R'n'B-Sängerin
- Jojo, eigentlich Joel Hailey (* 1971), amerikanischer R&B-Sänger
- Jojo Moyes (* 4. August 1969), britische Romanautorin

Und für Gruppen:
- Jo Jo Gunne, eine US-amerikanische Rockband

### Fiktive Personen
- Jo (Comic), eine Comicserie von Hergé
- Jo, eine Figur in drei Bänden der Fünf Freunde von Enid Blytons
- JoJo, Spitzname mehrerer Hauptcharaktere aus dem Anime bzw. Manga JoJo’s Bizarre Adventure